# Električna prevodnost
Eléktrična prevódnost, specífična eléktrična prevódnost  ali specífična prevódnost (oznaka σ) je recipročna vrednost specifične upornosti. Mednarodni sistem enot predpisuje zanjo izpeljano enoto S/m ali Ω-1 m-1, v praktični rabi so še druge izpeljane enote, kot npr. m/Ω mm².
Sistematično poimenovanje bi zahtevalo, da se »električna prevodnost« imenuje fizikalna količina, recipročna električni upornosti (električnem uporu), ki se meri v siemensih, recipročna enota specifična električne upornosti pa bi se morala imenovati »specifična električna prevodnost«. Ker se v praksi (npr. v kemiji) slednja količina rabi pogosteje, se je tudi zanjo uveljavilo krajše ime »električna prevodnost«, za recipročno vrednost električne prevodnosti pa se v elektrotehniki uporablja izraz konduktanca.
Veličina, recipročna specifični električni prevodnosti je specifična električna upornost.

## Temperaturna odvisnost
Električna prevodnost je v splošnem odvisna od temperature. Z naraščanjočo temperaturo električna prevodnost večine čistih kovin močno pada medtem ko je pri večini zlitin ta pojav mnogo manj izrazit. Po drugi strani pa električna prevodnost elektrolitov, izolatorjev in polprevodnikov s temperaturo hitro narašča.